# Сокольский целлюлозно-бумажный комбинат
Сокольский целлюлозно-бумажный комбинат — российская производственная компания.

## История

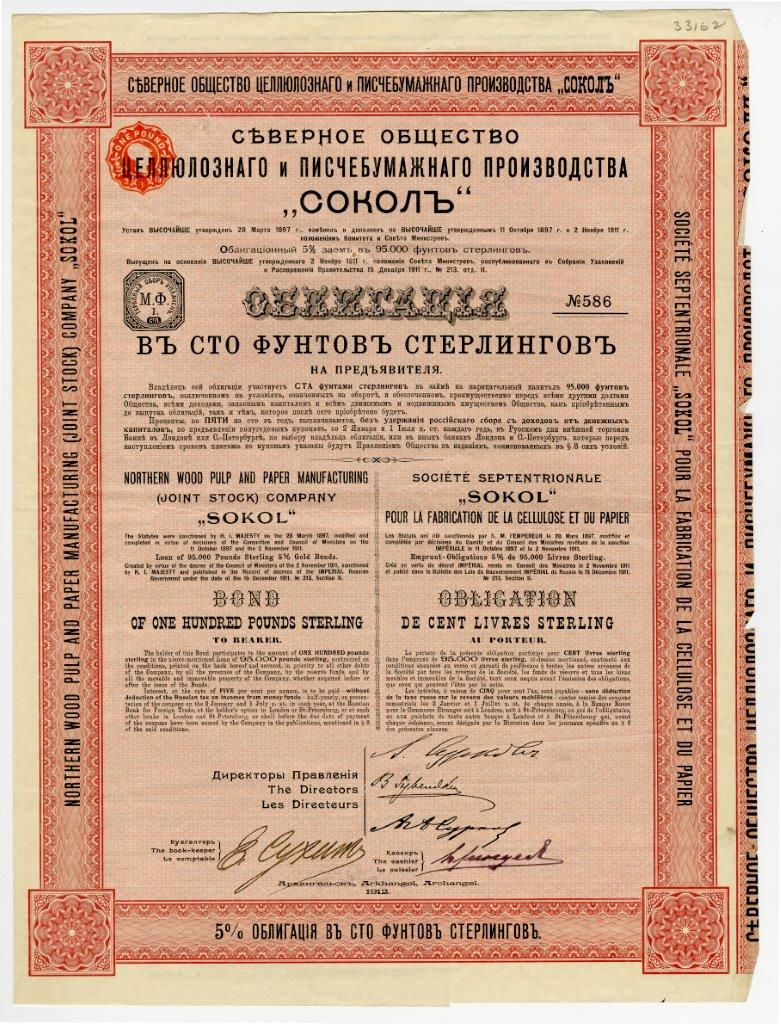
Облигация в 100 ф. ст, на предъявителя Северного общества целлюлозного и писчебумажного производства «Сокол». Архангельск, 1912 г.

Компания основана в 1897 году (Устав Высочайше утвержден 28 марта 1897 г., изменён и дополнен 11 октября 1897 г. и 2 октября 1911 г.) как Северное общество целлюлозного и писчебумажного производства «Сокол». У истоков создания будущего целлюлозно-бумажного производства на берегу реки Сухоны близ деревни Соколово (город Сокол c 1932 г.) Вологодского уезда Вологодской губернии, давшей название Обществу, стоял видный предприниматель Русского Севера, купец 1-й гильдии потомственный почетный гражданин г. Архангельска Альберт Юльевич Сурков. Кроме А. Ю. Суркова акционерами общества «Сокол» выступили фабриканты Е. И. Шергольд, В. В. Гувелякен, торговый дом «Беляев и К», а также ряд бельгийских промышленников, располагавших прогрессивными технологиями по производству бумаги и новейшим для того времени промышленным оборудованием.
Как явствует из Устава новообразованного общества, целью его создания являлось «устройство в Вологодской губернии для производства химическим и механическим способом древесной массы и изделий из неё, а также торговлю предметами означенного производства». Церемония закладки фундамента будущей фабрики, которая возводилась под руководством бельгийских специалистов, прошла 22 мая 1897 г., а уже спустя два с половиной года, в декабре 1899 г., были запущены в производство 6 варочных котлов и первая бумагоделательная машина выработала 600 пудов бумаги. Трудовыми ресурсами целлюлозно-бумажного производства служили жители 17 окрестных деревень, к 1912 г. на фабрике «Сокол» трудилось более 1000 рабочих. К тому времени вокруг детища А. Ю. Суркова была создана полноценная социально-экономическая инфраструктура: выстроены общежития, бараки для рабочих, хозяйственные постройки, дома для инженерно-технических работников. На берегу реки Сухоны было оборудовано место для погрузки и выгрузки барж, ставшую предтечей порта Сокол.
Ещё в 1907 году постепенно наращивавшая темпы производство в связи с растущим спросом на бумагу и целлюлозу фабрика «Сокол» вошла в девятку самых крупных предприятий отрасли в России.
В 1923 году к фабрике был проложен железнодорожный подъездной путь длиной 4622 м от разъезда Печаткино. При этом у въезда на территорию фабрики был построен вокзал, от которого к каждому пригородному поезду отправлялся подвозной состав из 2-3 пасажирских вагонов. Маршрут действовал до 1960-х годов.
Предприятие продолжало интенсивно развиваться и после национализации в годы советской власти. В 1993 г. оно становится акционерным обществом, под названием Публичное акционерное общество «Сокольский целлюлозно-бумажный комбинат» продолжающим работать по сей день.